# Coffea liberica
Caféier du Liberia
Espèce
Classification phylogénétique
Le caféier du Liberia (Coffea liberica) est une espèce de plantes dicotylédones de la famille des Rubiaceae, originaire du Liberia. C'est une espèce de caféier d'importance secondaire.

## Description

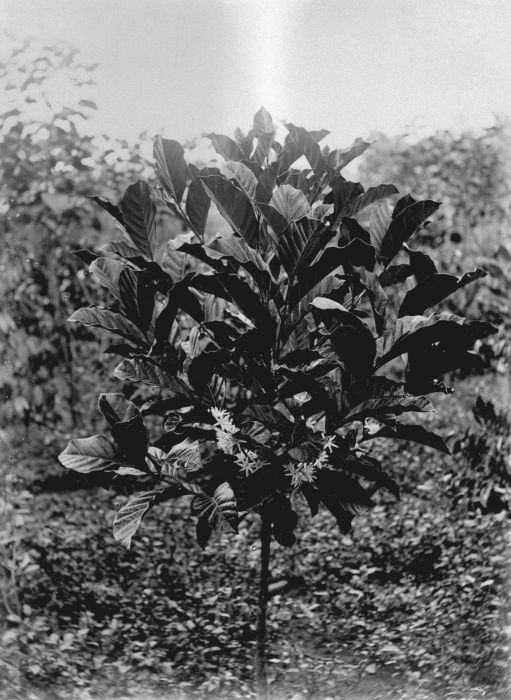
Coffea liberica, arbre en fleurs planté en 1896 à Lampung.

Cet arbre pousse jusqu'à neuf mètres de haut et produit des « cerises » plus grandes que celles de l'arabica. Il a été introduit en Indonésie pour remplacer les plants d'arabica tués par la rouille du caféier à la fin du XIXe siècle. L'espèce Liberia avait pour seul mérite sa résistance au champignon Hemileia vastatrix, cause d'une maladie décrite pour la première fois par Berkley et Broom en novembre 1869 dans le Gardeners Chronicle après l'examen de caféiers de Ceylan:171. Entre 1870 et 1877, la production de l'île a chuté d'un tiers alors que les surfaces cultivées progressaient de 52000 acres. Pour aider les scientifiques du jardin botanique de Peradeniya, un jeune botaniste anglais, Harry Marshall Ward, est envoyé à Ceylan en 1880. Ward conduit plusieurs séries d'études montrant que c'est bien cette maladie qui a détruit les caféiers.
Le caféier liberica ressemble au robusta. Il pousse toujours dans le centre et l'est de Java et dans les Antilles, par exemple sur l'île de Sainte-Lucie.
Une variété de liberica, appelée Baraco, est cultivée en quantité aux Philippines. Cependant beaucoup de producteurs et de courtiers font passer l'excelsa pour du Baraco car la quantité de ce dernier, ou de liberica des Philippines, est limitée et la plus grande partie est utilisée en mélanges avec d'autres espèces de café. La ville de Lipa était le plus grand producteur de liberica dans les années 1880 mais elle a presque disparu avec la destruction de la quasi-totalité des plants par la rouille du caféier. De nos jours, les provinces de Batangas et de Cavite sont les plus gros producteurs de liberica des  Philippines. 

## Sources
- (en) Cet article est partiellement ou en totalité issu de l’article de Wikipédia en anglais intitulé « Coffea liberica » (voir la liste des auteurs).